# Hardya burjata
Hardya burjata är en insektsart som beskrevs av Kusnezov 1931. Hardya burjata ingår i släktet Hardya och familjen dvärgstritar. Inga underarter finns listade i Catalogue of Life.